# Różanka (Golcowa)
Różanka – część wsi Golcowa w województwie podkarpackim, w powiecie brzozowskim, w gminie Domaradz.
Wieś klucza brzozowskiego biskupów przemyskich. W latach 1975–1998 część wsi należała administracyjnie do województwa tarnowskiego